# Studley
Studley – wieś i civil parish w Anglii, w hrabstwie Warwickshire, w dystrykcie Stratford-on-Avon. Leży 21 km na zachód od miasta Warwick i 148 km na północny zachód od Londynu. W 2011 roku civil parish liczyła 5879 mieszkańców. Studley jest wspomniana w Domesday Book (1086) jako Stodlei.